# Ruby Ashbourne Serkis
Ruby Ashbourne Serkis (Londres, Inglaterra; 10 de marzo de 1998)es una actriz británica, conocida principalmente por su papel de Lavina en Carta al Rey (2020), además ha participado en la película Sex & Drugs & Rock & Roll (2010) y en la miniserie británica National Treasure (2016). 

## Biografía

### Infancia y juventud
Ruby Serkis nació el 10 de marzo de 1998, en Hackney, un municipio del Gran Londres (London Borough of Hackney), localizado al nordeste del mismo. Su padre, Andy Serkis, también es actor y director de cine, quien interpretó a Gollum en la trilogía El Señor de los Anillos y a César en varias películas de la franquicia El planeta de los simios, su madre, Lorraine Ashbourne, es una actriz de teatro, cine y televisión inglesa, tiene dos hermanos más pequeños Louis Ashbourne Serkis (n. 2004) y Sonny Ashbourne Serkis (n. 2000) los cuales también son actores. Estudió en la City of London School for Girls en el este de Londres.

### Carrera
En 2010, cuando solo tenía 12 años, obtuvo su primer papel en el cine en la película británica Sex & Drugs & Rock & Roll dirigida por Mat Whitecross, basada en la biografía de Ian Dury. En 2012 tuvo un pequeño papel en la película de fantasía El hobbit: Un viaje inesperado y, dos años después, en su continuación El hobbit: La batalla de los cinco ejércitos. En 2015 participó como Rosie, en la película para televisión, emitida por la BBC, Cider with Rosie basado en el libro del mismo título del escritor Laurie Lee.
Serkis tuvo un papel menor como la joven Christina en la serie de televisión de la BBC National Treasure de 2016, y luego, en 2020, interpretó su primer papel protagonista como Lavinia en la serie de Netflix Carta al rey. Lavinia es la hija de un intrigante gobernador de un reino venido a menos (interpretado por Andy Serkis, padre en la vida real de Ruby) que ayuda a Tiuri en su búsqueda cuando los dos se encuentran por casualidad.
Al año siguiente, en 2021, interpretó el papel de Celia Wilson en la miniserie británica The Serpent y posteriormente, junto a Rhys Ifans y el actor Alfie Allen de Juego de Tronos, participó en película La Cha Cha, una comedia negra rodada durante el confinamiento del COVID-19, donde Ruby interpreta el personaje de la veinteañera Libby,  propietaria del parque de caravanas La Cha Cha con su hermano Damien (interpretado por su hermano en la vida real Sonny Ashbourne Serkis). En noviembre de 2021 se unió al elenco de la película de Apple TV +, The Greatest Beer Run Ever.
En 2022 participó en la serie de televisión de drama histórico de Starz, Becoming Elizabeth, donde interpretó el papel de Amy Robsart.

## Filmografía

### Películas
| Año  | Título                                       | Papel                            | Notas                        | Ref.   |
| ---- | -------------------------------------------- | -------------------------------- | ---------------------------- | ------ |
| 2010 | Sex & Drugs & Rock & Roll                    | Niña en una fiesta de cumpleaños |                              |        |
| 2012 | El hobbit: Un viaje inesperado               | Niña Hobbit                      | Solo en la versión extendida | [ 6 ]  |
| 2014 | Off the Page: Groove Is in the Heart         | Janine                           | Cortometraje                 | [ 12 ] |
| 2014 | El hobbit: La batalla de los cinco ejércitos | Chica en la Ciudad del Lago      | Sin acreditar                | [ 6 ]  |
| 2021 | La Cha Cha                                   | Libby Rees                       |                              | [ 9 ]  |
| 2022 | The Greatest Beer Run Ever                   | Christine Donahue                | Película para Apple TV+      | [ 10 ] |
| 2025 | The Immortal Man                             | Agnes Shelby                     | Película para Netflix        | [ 13 ] |

### Televisión
| Año  | Título             | Papel              | Notas                        | Ref.        |
| ---- | ------------------ | ------------------ | ---------------------------- | ----------- |
| 2015 | Cider with Rosie   | Rosie              | Telefilme                    | [ 7 ]       |
| 2016 | National Treasure  | Christina de joven | Miniseries; 2 episodios      |             |
| 2020 | Carta al rey       | Lavinia            | Papel principal; 6 episodios | [ 6 ] [ 8 ] |
| 2021 | The Serpent        | Celia Wilson       | Miniserie; episodio 1x1      | [ 2 ]       |
| 2022 | Becoming Elizabeth | Amy Robsart        | Miniserie; 3 episodios       | [ 11 ]      |
| 2024 | Shardlake          | Alice Fewterer     | Miniserie; 4 episodios       | [ 14 ]      |
| 2025 | I, Jack Wright     | Emily Wright       | Miniserie; 6 episodios       | [ 15 ]      |

## Radio
| Año  | Título  | Papel | Emisora     | Ref.   |
| ---- | ------- | ----- | ----------- | ------ |
| 2018 | In Here | Ruby  | BBC Radio 4 | [ 16 ] |